# Andrea Cantelmo Pinelli
Andrea de Cantelmo (castell de Pettorano, 2 de juliol de 1598 – Alcubierre, 5 de novembre de 1645) va ser virrei de Catalunya i governador dels Estats de Flandes.
Comença la carrera militar exercint a Valtellina, el Palatinat, Transsilvània i Montferrat. Desplaçat a Flandes, acumula nombroses derrotes en el camp de batalla: setge de Schenkenschaus (1636), fracàs en l’auxili a Damvillers (1637), pèrdua de Stenay (1637), i un nou fracàs en l’auxili a Arràs (1640).
No obstant això, ocupa importants càrrecs polítics: governador de Luxemburg i de Bruges, membre del Consell d’Estat de Flandes, i governador interí del país arran de la mort del cardenal infant Ferran d’Àustria.
En la campanya de 1643, resta a Flandes per defensar-hi les possessions hispàniques, essent vençut prop d'Anvers per Guillem de Nassau. Vers final d’any es desplaça a la cort madrilenya per planificar la següent campanya militar de 1644 a Catalunya, on va assumir la capital general de l’exèrcit. Al Principat obté rellevants èxits militars: socórrer Tarragona, conquereix Balaguer i poc després Àger.
Cantelmo té pitjors resultats en la campanya de 1645. Aconsegueix preservar Lleida, però, en canvi, perd Sant Llorenç de Montgai i Balaguer, on és malferit el 12 d’agost. A causa d’aquestes derrotes, és destituït del comandament de Catalunya i designat governador de les armes de l’exèrcit de Navarra. Un càrrec que no ocuparà mai, en morir el 5 de novembre a Alcubierre, a mig viatge de Saragossa. El seu cos va ser enterrat el 4 de desembre a la catedral de Sant Salvador de Saragossa.